# كاليفيا (أيتوليا كي أكارنانيا)
كاليفيا (Καλύβια) هي مدينة في أيتوليا كي أكارنانيا في مقاطعة كينتريكي إلادا في اليونان.
يبلغ عدد سكانها حوالي 884 نسمة.